# 블라젠코 라츠코비치
블라젠코 라츠코비치(크로아티아어: Blaženko Lacković, 1980년 12월 25일~)는 크로아티아의 핸드볼 선수로 포지션은 레프트백이다. 현역 시절 국제 대회에 크로아티아 국가대표로 활악하여 2004년 하계 올림픽에서 금메달, 2012년 하계 올림픽에서 동메달을 획득했다.